# Angela Morley
Angela Morley (Leeds, 10 de marzo de 1924 – Scottsdale, 14 de enero de 2009) fue una compositora y directora de orquesta inglesa conocida como Wally Stott para los oyentes de la BBC Radio en la década de 1950. Atribuyó su entrada en la composición y los arreglos a la influencia y aliento del compositor canadiense de música ligera Robert Farnon. Morley hizo la transición en 1972 y, a partir de entonces, vivió abiertamente como una mujer trans. Posteriormente, vivió en Scottsdale, Arizona.
Morley ganó tres premios Emmy por sus arreglos musicales en la categoría de Mejor Dirección Musical, en 1985, 1988 y 1990, por Christmas in Washington y dos especiales de televisión protagonizados por Julie Andrews. Morley también recibió ocho nominaciones al Emmy por componer música para series de televisión como Dynasty y Dallas. Fue nominada dos veces a un premio de la Academia en la categoría de Mejor Partitura Original: primero por El Principito (1974), una nominación compartida con Alan Jay Lerner, Frederick Loewe y Douglas Gamley y segundo por The Slipper and the Rose (1976), que Morley compartió con Richard M. Sherman y Robert B. Sherman. Fue la primera persona abiertamente transgénero en ser nominada a un Premio Óscar.

## Trayectoria
Nació en Leeds, Yorkshire, el 10 de marzo de 1924 bajo el nombre de Walter "Wally" Stott. Su madre era cantante y su padre era un relojero que tocaba el ukelele-banjo. La familia vivía encima de la joyería. Morley era aficionado a la música de baile antes de poder leer las etiquetas de los discos. Solía escuchar principalmente a Jack Payne y Henry Sala cuando era niño. Empezó a aprender a tocar el piano en uno vertical. Cuando el padre de Morley murió de angina de pecho en 1933 a la edad de 39 años, la familia se trasladó a Swinton y Morley dejó de recibir clases de piano. A los diez años  probó a tocar el violín y a los once, el acordeón y participó en concursos. Posteriormente, eligió el clarinete y el saxofón alto como instrumentos principales y llegó a tocar en la orquesta de la escuela y en una banda semiprofesional dirigida por Bert Clegg en Mexborough.
Como músico casi autodidacta capaz de leer a primera vista, Morley dejó la escuela a los 15 años para ir de gira con la Archie's Juvenile Band, ganando un sueldo semanal de 10 chelines y también trabajó como proyeccionista. El mentor de Morley en esta época era el pianista Eddie Taylor. Morley continuó tocando el saxofón en bandas de baile británicas durante el período de la Segunda Guerra Mundial, uniéndose a la Oscar Rabin Band como contralto principal en 1941, la edad de 17 años. Con esta banda, Morley comenzó a escribir arreglos de pago e hizo un debut discográfico con las canciones Waiting for Sally y Love in Bloom. Más tarde, Morley se unió a la banda de Geraldo, que actuaba para la BBC Radio varias veces a la semana, en 1942 o 1944. Con la banda de Geraldo, Morley adquirió experiencia en la realización de arreglos para bandas de muchos tamaños y estilos. Estudió armonía y composición musical en Londres con el compositor británico-húngaro Mátyás Seiber y dirección con el director alemán Walter Goehr. Los primeros trabajos de Morley también estuvieron influenciados por Robert Farnon y Bill Finegan.

### Trabajos previos a la transición
A los 26 años, Morley dejó de tocar en bandas para dedicarse exclusivamente a escribir, componer y arreglar y pasó a trabajar en grabaciones, radio, televisión y cine. Originalmente, fue compositor de música ligera o easy listening, conocido por piezas como la alegre Rotten Row y A Canadian in Mayfair, esta última dedicada a Robert Farnon. También colaboró con la Chappell Recorded Music Library y con Reader's Digest.
Morley es conocido por escribir la melodía principal, con su icónica partición de tuba, y la música incidental de Half Hour de Hancock tanto en su emisión radiofónica como televisiva, y también fue el director musical de The Goon Show desde la tercera temporada en 1952 hasta el último programa en 1960, dirigiendo la BBC Dance Orchestra. En esta época, Morley era conocido por trabajar con rapidez y a veces escribía la música para The Goon Show el mismo día de la grabación, que consistía en dos arreglos para banda completa por semana y música incidental. Otro tema breve pero recordado compuesto por Morley fue el Ident Zoom-2 de 12 notas de largo, escrito para Associated TeleVision (ATV) de Lew Grade, en uso desde la introducción de la televisión en color en 1969, hasta la desaparición de ATV. en 1981. En 1953, Morley también realizó películas para la Associated British Picture Corporation bajo la dirección musical de Louis Levy.
En 1953, Morley se convirtió en director musical de la sección británica de Philips Records haciendo arreglos y acompañando a los artistas de la compañía junto al productor Johnny Franz. Morley trabajó especialmente con Frankie Vaughan en The Garden of Eden en 1957. En 1958, Morley comenzó una asociación con la cantante galesa Shirley Bassey, incluyendo trabajos para las grabaciones de Bassey de The Banana Boat Song (1957), As I Love You (1958), que alcanzó el número 1 en la UK Singles Chart  en enero de 1959 y Kiss Me Honey Kiss Me (1958). dirigía una orquesta y una coral en este equipo, publicando discos como Wally Stott and His Orchestra y The Wally Stott Chorale respectivamente. También trabajó con artistas como Noël Coward y Dusty Springfield y en los primeros cuatro álbumes en solitario de Scott Walker. Los siguientes éxitos en los que trabajó fueron I May Never Pass this Way Again de Robert Earl y Tower of Strength de Frankie Vaughan. En 1962 y 1963, hizo los arreglos de los temas candidatos del Reino Unido al Festival de la Canción de Eurovisión, Ring-A-Ding Girl y Say Wonderful Things, ambos cantados por Ronnie Carroll. El primero se llevó a cabo en el escenario de Eurovisión en Luxemburgo. A Morley también se le atribuyó un solo de batería rítmica en la película de terror de 1960 Peeping Tom, que una bailarina toca en una grabadora.
En 1961, Morley proporcionó los acompañamientos orquestales para una selección de arreglos corales hechos por Norman Luboff para un álbum de la Radio Corporation of America (RCA) que se grabó en el Walthamstow Town Hall de Londres. La New Symphony Orchestra (un conjunto de grabación ad hoc) estuvo dirigida por Leopold Stokowski y el coro de cantantes británicos profesionales, que había ensayado con Luboff, interpretó temas favoritos como Deep River, Ombra mai fu de Handel, Jesús, alegría de los hombres de Johann Sebastian Bach, Vocalise de Rajmáninov. El título del álbum fue Inspiration que se reeditó más tarde en un CD de BMG Classics. En 1962, Morley arregló y dirigió el álbum debut de RCA Red Seal Romantic Italian Songs para el tenor italiano Sergio Franchi y más tarde hizo los arreglos y la dirección del álbum de RCA de 1963 de Franchi, Women in My Life.
Otros trabajos notables de Morley en los años previos a la transición incluyen la composición y los arreglos para las películas The Looking Glass War, estrenada en 1970, y When Eight Bells Toll, estrenada en 1971. Se apartó de la industria musical y el cine entre 1970 y 1972 para someterse en privado a una operación de reasignación de género. Durante este tiempo,  estudió música de cámara para clarinete en la Watford School of Music durante dieciocho meses.

### Trabajo como Angela Morley
Tras pasar a vivir públicamente como mujer en 1972, continuó trabajando en la música, utilizando ahora el nombre de Angela Morley de manera profesional. Debido a la preocupación sobre cómo sería recibida públicamente como mujer trans, rechazó oportunidades de aparecer en televisión, como en The Last Goon Show of All en 1972, aunque siguió trabajando con muchos de sus colegas anteriores. Franz tuvo que persuadirla para que continuara dirigiendo debido al examen al que podría enfrentarse. Uno de sus primeros proyectos tras su regreso a la vida pública fue como orquestadora de Jesucristo Superstar. A continuación, orquestó, arregló y ayudó a componer la música de la última colaboración musical cinematográfica de Lerner y Loewe, El Principito, estrenada en 1974. Su contribución a la película fue nominada al Premio Óscar a la Mejor banda sonora original y viajó a California para la ceremonia de entrega.
También fue la compositora, directora, arreglista y orquestadora de la adaptación cinematográfica musical del cuento de Cenicienta de los Hermanos Sherman The Slipper and the Rose: The Story of Cinderella en 1976, aunque solo fue acreditada como directora de orquesta y arreglista. Volvió a ser nominada al Premio Óscar a la Mejor banda sonora original por esta película junto con Sherman Brothers y nuevamente estuvo presente en la ceremonia de entrega. Aunque inicialmente se mostró reticente, alegando falta de preparación y desconocimiento de la novela, Morley escribió la mayor parte de la partitura de la película de animación Watership Down, estrenada en 1978. Tuvo que trabajar rápidamente basándose en el trabajo redactado por Malcolm Williamson, entonces Maestro de Música de la Reina, que había abandonado el proyecto. En esta época, era directora invitada habitual de la BBC Radio Orchestra y de la BBC Big Band.

### Carrera en los Estados Unidos
Tras el éxito de Watership Down, vivió durante un tiempo en Brentwood, Los Ángeles, donde comenzó a trabajar para Warner Bros. Se trasladó definitivamente a Los Ángeles en 1979 y empezó a trabajar principalmente en bandas sonoras de series de la televisión estadounidense, como Dinastía, Dallas, Cagney & Lacey, Mujer Maravilla y Falcon Crest, colaborando con los departamentos musicales de las principales productoras, como Warner Bros, Paramount Pictures, Metro-Goldwyn-Mayer, Universal Pictures y 20th Century Fox Television.
Gracias a un amigo en común, Herbert W. Spencer, Morley colaboró con John Williams durante las décadas de 1970 y 1980, haciendo arreglos para la Boston Pops Orchestra bajo la dirección de Williams y trabajando en películas como Star Wars, Superman, The Empire Strikes Back, ET el extraterrestre, Hook, Home Alone, Home Alone 2: Lost in New York y La lista de Schindler, aunque en calidad de no acreditada. También colaboró con André Previn, Lionel Newman, Miklós Rózsa, y Richard Rodney Bennett. Más tarde, trabajó con solistas como Yo-Yo Ma e Itzhak Perlman. Fue nominada seis veces a los premios Emmy por composición y ganó tres veces por dirección musical, sobre todo, por dos especiales de televisión de Julie Andrews.
Morley continuó trabajando en televisión hasta 1990. En 1994 se trasladó de nuevo a Scottsdale, Arizona, donde grabó dos CD con la John Wilson Orchestra. También dio una conferencia en la Universidad del Sur de California sobre composición de música para películas y fundó la Coral de la Alliance française del Gran Phoenix. Su último crédito cinematográfico fue para la película de Disney El jorobado de Notre Dame II, en 2002, donde trabajó como orquestadora y compositora de música adicional.

## Vida personal
Morley era una mujer trans y empezó a vivir abiertamente como mujer en 1970, a la edad de 46 años. Según su amigo y colega Max Geldray, luchó con su identidad de género durante toda su vida, y según su esposa, Christine Parker, Morley probablemente probó la terapia de sustitución hormonal antes de conocerse. Se sometió a una cirugía de reasignación de sexo en Casablanca, en junio de 1970 y se declaró públicamente como mujer en 1972. Eligió el nuevo apellido Morley porque era el apellido de soltera de su abuela.
Morley se casó dos veces. Su primera esposa, Beryl Stott, era una cantante y arreglista de coros que fundó los Beryl Stott Singers, también conocidos como Beryl Stott Chorus o Beryl Stott Group. Beryl Stott murió antes de la transición de género de Morley. Morley conoció a Christine Parker, también cantante, en Londres, y se casaron el 1 de junio de 1970. Parker fue un gran apoyo para Morley durante su transición. Morley declaró que solo gracias a su amor y su apoyo había sido capaz de afrontar el trauma y de empezar a pensar en cruzar lo que le parecía una aterradora frontera de género.
La pareja se trasladó a Los Ángeles en 1979 tras el éxito de Watership Down y tuvo una casa en el Valle de San Fernando. En 1994 se trasladaron aScottsdale, Arizona. Morley falleció en Scottsdale el 14 de enero de 2009 a la edad de 84 años, como consecuencia de las complicaciones de una caída y un ataque cardíaco. En noviembre de 2015, Parker seguía viviendo en Scottsdale.
Morley tuvo dos hijos con su primera esposa Beryl Stott: una hija, Helen, que falleció antes que ella en 1967 y un hijo, Bryan, que vivía en enero de 2009. También tenía nietos y bisnietos en el momento de su fallecimiento.
Morley mantuvo muchas amistades con compañeros de la música y de la industria. Mientras trabajaba en The Goon Show, conoció a Peter Sellers del que acabaría compartiendo buenos recuerdos con su biógrafo Ed Sikov. Ella y Max Geldray continuaron siendo buenos amigos después de su transición. También señaló que desde 1955, mientras trabajaba en Gentlemen Marry Brunettes, fue amiga de Herbert W. Spencer durante toda su vida hasta su muerte en 1992.
Morley falleció en Scottsdale (Arizona) el 14 de enero de 2009 a la edad de 84 años. Su muerte fue el resultado de las complicaciones de una caída y un ataque al corazón. Se produjo 50 años después de su éxito número 1 con Shirley Bassey, As I Love You.

## Legado

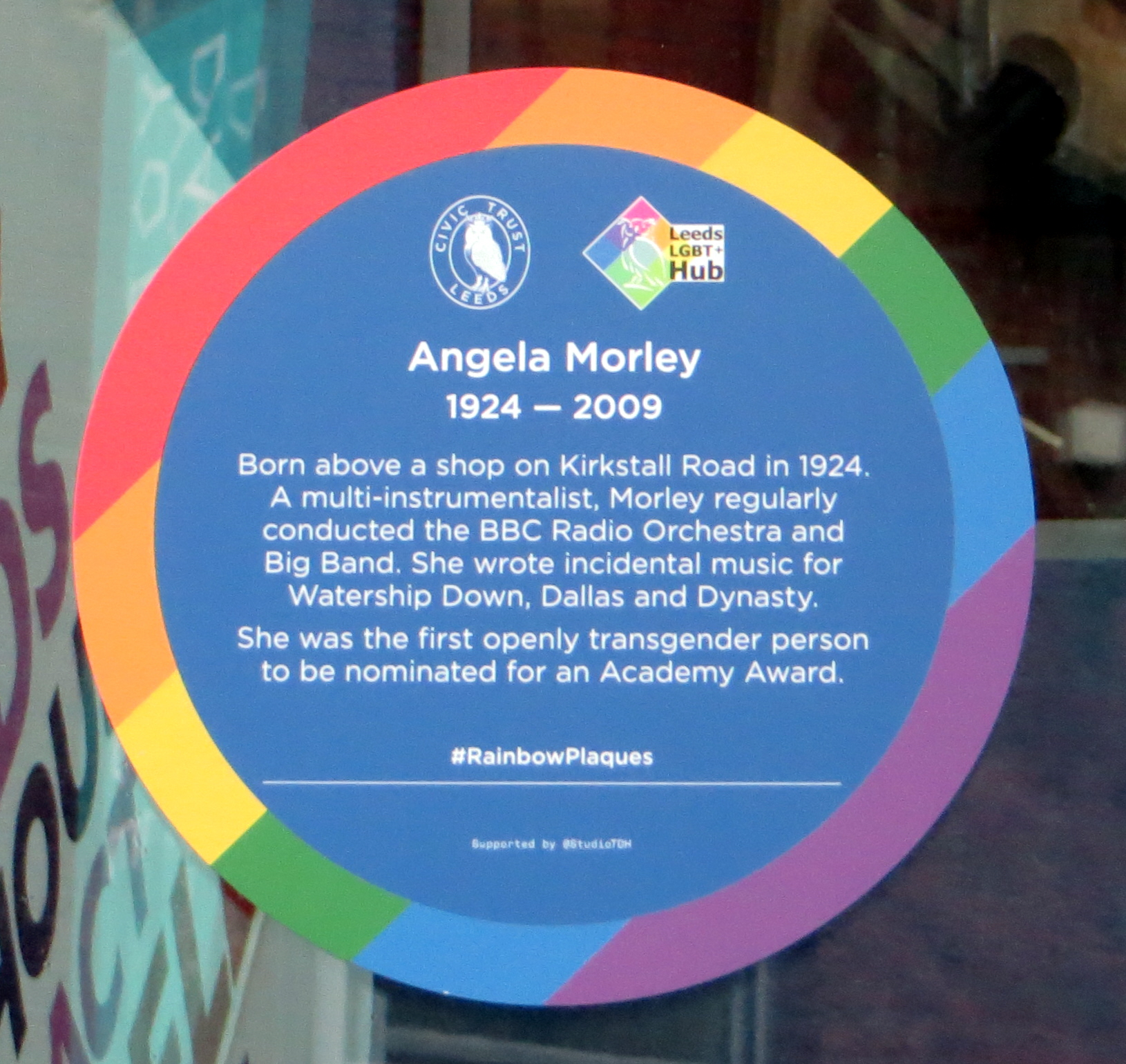
Placa conmemorativa en el edificio de BBC en Leeds

El talento de Morley fue señalado por muchos de sus colegas. El arreglista Tony Osborne dijo que ella estaba en la cima y que solo había sido superada por Robert Farnon y aun así, no estaba claro, mientras que Scott Walker comparó su trabajo con el de Frederick Delius.
Morley fue entrevistada para la biografía de su colega de Goon Show, Peter Sellers, por su biógrafo Ed Sikov antes de la publicación del libro en 2002. Cuando Sikov le preguntó cómo debería ser identificada en el libro, ella le dijo: "Es un juicio que tendrás que hacer y yo tendré que aceptar". Sikov eligió referirse a ella como Wally Stott en el contexto de su trabajo pasado, pero como Angela Morley en el presente. La mayoría de los escritos póstumos sobre ella siguen un patrón similar.
En 2015, BBC Radio 4 produjo una radionovela sobre Morley, 1977, que fue escrito por Sarah Wooley. 1977 es un relato semificticio del año en el que Morley fue contratada para completar la composición de la banda sonora de la película Watership Down en tres semanas, después de que el maestro de música de la reina, Malcolm Williamson abandonara el proyecto. La radionovela, protagonizada por Rebecca Root, se volvió a emitir en 2018.
El trabajo de Morley ha sido comparado con el de Wendy Carlos, dado que ambas eran mujeres trans que componían bandas sonoras de películas en el mismo período de tiempo, aunque nunca se conocieron. En especial, el compositor e investigador Jack Curtis Dubowsky analizó y comparó sus carreras y estilos en un capítulo de su libro Intersecting Film, Music, and Queerness. Como destacada y pionera mujer transgénero del mundo del cine, Morley también ha sido comparada con mujeres trans de la industria cinematográfica que salieron del armario en años posteriores, como Lana Wachowski. En este sentido, la especialista en cine Laura Horak promueve una visión más amplia del término cineasta cuando se trata de personas trans y de género fluido en la historia del cine, señalando que:

La mayoría de las veces, la realización de películas y vídeos es un esfuerzo de colaboración. A pesar de las numerosas contribuciones creativas de escritores, directores de fotografía, productores, editores, actores y otros, con demasiada frecuencia atribuimos las películas únicamente al director. Este hábito es fundamentalmente erróneo en el proceso de realización de películas, como han argumentado los estudiosos del cine Berys Gaut y C. Paul Sellors. Si queremos trazar una historia de la creatividad audiovisual de las personas trans y con diversidad de género, debemos buscarlas tanto dentro como fuera de la silla del director.
Laura Horak, Tracing the History of Trans and Gender Variant Filmmakers, p. 10

Horak incluye a Morley entre su selecta lista de cineastas trans y de género fluido como compositora, destacando en particular su trabajo en  El Principito y Watership Down junto a los trabajos cinematográficos de otras personas trans y de género fluido en el cine clásico de Hollywood como Dorothy Arzner y Christine Jorgensen.
Una placa arcoíris colocada por Leeds Pride en la entrada del edificio de la BBC en Leeds conmemora a Morley y también existe una placa azul en su lugar de nacimiento en Kirkstall.

### Género
La obra de Morley estuvo influenciada por varios géneros y estilos. Al principio tocó en bandas de baile británicas, y pasó gran parte de su carrera componiendo música etiquetada como ligera y fácil de escuchar, así como música cinematográfica y bandas sonoras para televisión. En la época en que Morley componía este tipo de música, no se la tomaba en serio ni se la respetaba mucho, lo que Dubowsky atribuye en parte a la misoginia, debido a la asociación del género con la feminidad. Dubowsky reconoce que el género se ha considerado derivado, burgués y (en Estados Unidos) racialmente excluyente, pero pide que se reconsidere el género y la obra de Morley por su influencia en la música de cine y la destreza técnica requerida en su producción. También, en la conclusión de su capítulo sobre Morley y Wendy Carlos, cuestiona si Morley se sintió atraída por la música ligera por sus cualidades femeninas percibidas.
Más allá de este estilo de música, Morley colaboró con artistas de estilos muy variados en Philips Records, desde música folk hasta rock and roll, produjo sus propias grabaciones de música desde navideña hasta melodías para espectáculos más tarde centró su atención en arreglos orquestales, clásicos y corales que iban más allá del ámbito de la música ligera e easy listening.
Morley atribuyó su eventual alejamiento de las bandas sonoras de películas a los cambios tecnológicos: la grabación en cinta, los nuevos tipos de micrófonos y la llegada del sonido estereofónico habían llegado a la industria musical en general, pero no al cine. Escribió que ir al cine a escuchar la última partitura era una auténtica tortura. No obstante, siguió trabajando intermitentemente en el cine hasta 2002.

### Características de sus composiciones
Su música para The Goon Show destacó por tener un sabor a jazz, mayor que la música estándar de los espectáculos de comedia de la época. Desde algunas de sus primeras obras de composición, usó instrumentos para representar personajes, como las notas de la tuba en el tema Hancock's Half Hour, que representaba a Tony Hancock. Mientras Morley trabajaba con Johnny Franz en Philips Records, Robert Earl notó que Morley y Franz "no creían en los finales fundidos, así que todas esas baladas terminaban en grandes notas.
Su trabajo en las bandas sonoras de películas destaca por su dominio de la orquestación y su don para evocar estados de ánimo y atmósferas (en referencia a The Slipper and the Rose y Watership Down) y su fortaleza en los estilos swing, clásico y romántico de época (en referencia a Watership Down). En Watership Down, creó un tema de personaje para Kehaar, al que puso voz Zero Mostel. En Kehaar's Theme, Dubowsky señala la influencia de Claude Debussy y comenta que:

Para este tema, Morley toma un fragmento del motivo inicial de la flauta del 'Prélude à l'après midi d'un faune' de Debussy [...] y lo convierte en un majestuoso, elevado y romántico vals de swing, una amalgama de su trabajo en las partituras orquestales de estilo romántico francés y el swing de las grandes bandas. El saxo alto toma la melodía; la orquestación que la rodea tiene un sonido rico, sinfónico, romántico y clásico de Hollywood, no muy diferente de las orquestaciones que Morley hizo para John Williams. Además de este dominio del estilo y la técnica, la progresión I-bVI de apertura es fresca y contemporánea; el acorde bVI "prestado" se había utilizado en el psych rock anterior, pero pasaría a ocupar un lugar destacado en la música popular de la "nueva ola" de la época.
[...] El manejo de Morley del "Tema de Kehaar" y su acompañamiento orquestal muestra una técnica bien perfeccionada, no sólo por su trabajo en el cine, sino por sus años de trabajo en la "música ligera", donde se empleaban con frecuencia acompañamientos románticos y melodías de swing. Aunque no es una versión "fácil de escuchar" de Debussy, "Kehaar's Theme" sugiere, sin embargo, cómo se podría concebir algo así y ejecutarlo con delicadeza.
Jack Curtis Dubowsky

También señala que Kehaar's Theme incorpora polirritmos y hace hincapié en los instrumentos de cuerda, y que se inspira en muchos de los géneros en los que trabajó Morley: clásica, swing, jazz, música ligera, música de concierto y bandas sonoras de películas. Hablando más ampliamente de la partitura de Watership Down, Dubowsky también destaca la efectividad de Violet's Gone y Venturing Forth.

## Discografía seleccionada

### Acreditada como Wally Stott
- Noël Coward, I'll See You Again (1954), Philips (as arranger)
- London Pride (1958), Philips
- Christmas by the Fireside (1959), Marble Arch Records
- Diana Dors, Swingin Dors (1960), Pye (as arranger)
- Roy Castle, Castlewise (1961), Philips (as arranger)
- Susan Maughan, Sentimental Susan (1964), Philips (as arranger)
- Harry Secombe, Film Favourites (1964), Philips (as arranger)
- Harry Secombe, Italian Serenade (1966), Philips (as arranger)
- Scott Walker, Scott (1967), Philips (as arranger)
- Shirley Bassey, Love For Sale (1968), Philips (as arranger)
- Scott Walker, Scott 2 (1969), Philips (as arranger)
- Scott Walker, Scott 3 (1969), Philips (as arranger)
- Spellbound (2008), Vocalion Records (reissue)

### Acreditada como Angela Morley
- The Slipper and the Rose (1976), MCA Records/EMI Records
- Watership Down (1978), CBS Records
- Soft Lights and Sweet Music: the Scores of Angela Morley (2001), Vocalion Records
- The Film and Television Music of Angela Morley (2003), Vocalion Records

## Filmografía seleccionada
- The Heart of a Man (1959)
- The Lady Is a Square (1959)
- Peeping Tom (film) (1960). Acreditado por el solo de batería tocado en una grabadora durante una rutina de baile.
- The Looking Glass War (1970)
- Captain Nemo and the Underwater City (1969)
- When Eight Bells Toll (1971)
- The Little Prince (1974) – Nominada al Óscar.
- The Slipper and the Rose (1976) – Nominada al Óscar.
- Watership Down (1978)

### Premios y distinciones
Premios Óscar
| Año  | Categoría          | Película                                          | Resultado |
| ---- | ------------------ | ------------------------------------------------- | --------- |
| 1975 | Mejor orquestación | El principito                                     | Nominada  |
| 1978 | Mejor orquestación | La zapatilla y la rosa: La historia de Cenicienta | Nominada  |

- 1985: 37.º Premios Primetime Emmy - Premio Primetime Emmy a la mejor dirección musical de Navidad en Washington (con Ian Fraser y Billy Byers)[10]
- 1988: 40.º Primetime Emmy Awards - Premio Primetime Emmy a la mejor dirección musical por Julie Andrews: The Sound of Christmas (con Ian Fraser, Chris Boardman y Alexander Courage)[10]
- 1990: 42.º Premios Primetime Emmy - Premio Primetime Emmy a la mejor dirección musical por Julie Andrews en concierto (Great Performances) (con Ian Fraser, Billy Byers, Chris Boardman, Bob Florence y J. Hill)[10]

### Nominaciones
- 1978: 50ª edición de los Premios Óscar - Óscar a la mejor banda sonora por The Slipper and the Rose: The Story of Cinderella (con Robert B. Sherman y Richard M. Sherman).[10]
- 1980: 32.ª Primetime Emmy Awards - Premio Primetime Emmy a la mejor dirección musical por el episodio Steve Lawrence y Don Rickles, de la serie The Big Show (con Nick Perito, Joe Lipman y Peter Myers).[10]
- 1984: 36ª Primetime Emmy Awards - Premio Primetime Emmy a la mejor composición musical de una serie por el episodio Emerald Point NAS, de la serie The Homecoming.[10]
- 1985: 37ª Primetime Emmy Awards - Premio Primetime Emmy a mejor composición musical de una serie por el episodio Triangles de la serie Dinastía.[10]
- 1986: 38ª Primetime Emmy Awardss - Premio Primetime Emmy a la mejor composición musical de una serie por el episodio The Subpoenas de la serie Dinastía.[10]
- 1987: 39ª Primetime Emmy Awards - Premio Primetime Emmy a la mejor composición musical de una serie por el episodio A Death in the Family de la serie Dallas.[10]
- 1987: 39ª Primetime Emmy Awards - Premio Primetime Emmy a la mejor dirección musical por Liberty Weekend: Ceremonias de apertura (con Ian Fraser, Chris Boardman, Ralph Burns, Alexander Courage y J. Hill).[10]
- 1988: 40ª Primetime Emmy Awards - Premio Primetime Emmy a la mejor composición musical de una serie por el episodio Hustling de la serie Dallas.[10]
- 1989: 41.er Primetime Emmy Awards - Premio Primetime Emmy a la mejor composición musical de una serie por el episodio The White Horse de la serie Blue Skies.[10]